# Montecristo A
Il Montecristo A è l'unico gran coronas normalmente in produzione a Cuba. Il "Monte" A, conosciuto anche come il "Re", introdotto sul mercato nel 1971, è stato per parecchio tempo il sigaro più costoso al mondo e anche oggi rimane ai primi posti. Un tempo era venduto solo in scatole da 25 pezzi.
- Vitola de Galera: Gran Coronas
- Lunghezza: 235 mm (9 1/4 pollici)
- Larghezza: RG 47 (18,65 mm)
- Peso: 18,79 g (variabile)